# Thomas de Sutton
Thomas de Sutton  (falecido após 1315) foi um teólogo dominicano inglês, um dos primeiros tomistas. 
Ele foi ordenado diácono em 1274 por Walter Giffard e se juntou aos dominicanos na década de 1270; ele pode ter sido membro do Merton College, em Oxford, antes disso. Tornou-se doutor em teologia em 1282. 

## Obras
Ele escreveu um grande número de obras, em algumas das quais se opôs a Duns Scotus. 
Entre as obras de sua autoria estão as seguintes:
- Commentarium in IV sententiarum libros
- Contra pluralitatem formarum
- De productione formae substantialis
- Liber propugnatorius contra I Sent. Duns Scoti
- Super IV librum Sent. Duns Scoti
- Contra Quodlibeta Joh. Duns Scoti
- Contra librum primum et quartum commentarii Oxoniensis Johannis Duns Scoti
- Contra I-III lib. Sent. Roberti Cowton
- Impugnat. Aegidium Romanum
- De ente et essentia
- Quaestiones disputatae
- Quaestiones ordinariae
- Quodlibeta
- Sermones